# Pachnobia mevesi
Pachnobia mevesi là một loài bướm đêm trong họ Noctuidae.